# Boo! (série télévisée d'animation)
 (novembre 2015).
Si vous disposez d'ouvrages ou d'articles de référence ou si vous connaissez des sites web de qualité traitant du thème abordé ici, merci de compléter l'article en donnant les références utiles à sa vérifiabilité et en les liant à la section « Notes et références ».
Pour les articles homonymes, voir Boo.
Boo! est une série télévisée d'animation 3D britannique en 102 épisodes de 22 minutes, produite par Tell-Tale Productions et diffusée entre le 4 juin 2003 et le 23 décembre 2006 sur CBeebies.
En France, elle a été diffusée sur Playhouse Disney et Boomerang puis rediffusée sur TiJi et Nickelodeon Junior.

## Distribution
- Adeline Chetail : une des enfants
- Olivier Martret : un des enfants
- Sylvain Lemarié : Tigre qui grogne
- Alexandre Aubry : Canard qui rit
- Gérard Rinaldi : voix-off / chanteur du générique
- Jean-Claude Donda : voix additionnelles

Direction artistique: Audrey Pic et Philippe Roullier